# Jonathan Hales
Jonathan Hales (10 de maio de 1937) é um dramaturgo e roteirista britânico. Ele é conhecido por seu trabalho com a Lucasfilm, incluindo O Jovem Indiana Jones Chronicles e Star Wars: Episódio II – Ataque dos Clones.

## Carreira
Hales trabalhou extensivamente no cinema e na televisão. Ele começou sua carreira como roteirista em 1970, com a série de televisão britânica, Manhunt.
Hales foi escrito para a série de tv americana, Dallas, bem como muitas iterações — série e lançamentos em DVD de As Aventuras do Jovem Indiana Jones.
Hales, escreveu The Mirror Crack'd (1980) de Agatha Christie. Ele é creditado pela história de A Múmia, O Escorpião Rei, e é co-autor (com George Lucas), do roteiro do filme de Star Wars de 2002, Star Wars: Episódio II – Ataque dos Clones.
Escrevendo o filme do meio da trilogia prequela de Star Wars, Lucas e Hales, continuaram a refinar o seu roteiro como o início da produção. O roteiro de produção foi concluído em menos de uma semana antes do início da fotografia principal. Hales trabalhou com Lucas como os figurinos foram desenhados e cenários foram construídos. "Nessa fase, Ataque dos Clones sentia-se como um "filme virtual", porque temos o roteiro apenas três dias antes de começar a filmar", lembra o produtor Rick McCallum. "Tivemos que construir esses conjuntos para um roteiro que não existia."